# Actinopyga serratidens
Actinopyga serratidens е вид морска краставица от семейство Holothuriidae.

## Разпространение
Видът е разпространен в Австралия, Мадагаскар, Филипини и Шри Ланка.